# Chinatown (Houston)
Chinatown (in cinese 中國城) è una comunità nel sud-ovest di Houston, in Texas. È approssimativamente delimitata da Redding Road e Gessner Road a est, Westpark Drive a nord, Beltway 8 a ovest e Beechnut Street a sud. La Chinatown si trova interamente nel sud-ovest (precedentemente Greater Sharpstown). A causa della presenza di attività asiatiche, c'è un malinteso nell'area ad ovest di Chinatown considerata una continuazione del quartiere. Questo è, tuttavia, un altro quartiere noto come Little Saigon. Beltway 8 divide l'enclave cinese da quella vietnamita.
C'è un'altra Chinatown chiamata Old Chinatown situata nel quartiere East Downtown di Houston vicino al George R. Brown Convention Center.

## Storia
Le prime attività della nuova Chinatown aprirono nel 1983. Negli anni 1980 un numero crescente di cinesi viveva nel sud-ovest di Houston e nella contea di Fort Bend ed erano molto lontani dalla vecchia Chinatown nell'attuale East Downtown. Diho Square, sede di un outlet della catena Diho Supermarket, fu costruita dopo il Dynasty Plaza, nel 1986-1987, un complesso di 11.000 m2  sviluppato da un amico di Singapore dell'operatore del supermercato Diho, Tsang Dat Wong. Gli sviluppatori dell'area acquistarono terreni, poco costosi a causa della recessione, nella speranza di un successivo sviluppo. Dagli anni 1980 fino agli anni 2000, il censimento ha visto diminuire le zone abitative di Chinatown, i livelli di reddito e il valore monetario degli immobili.
La nuova Chinatown iniziò ad espandersi negli anni 1990, quando gli imprenditori americano-asiatici dell'area di Houston spostarono le loro attività dai quartieri più vecchi, in particolare dalla Vecchia Chinatown, all'estremità orientale del centro di Houston (in fase di riqualificazione), alla ricerca di una soluzione più economica e tassi di criminalità più bassi (al momento). Il centro commerciale Hong Kong, di proprietà di un uomo di etnia vietnamita di nome Hai Du Duong, venne aperto nel 1999. Nel 2004 Nancy Sarnoff della Houston Chronicle lo descrisse come uno spostamento verso ovest della Chinatown.
Nel 2005 Christy Chang, un tour operator che aveva organizzato tour per visitare la Chinatown, dichiarò: "Questa zona non è più solo Chinatown. Semmai, è Asia Town "a causa della presenza di vari gruppi etnici che si sono sviluppati nella comunità". L'Asian American Business Council stimò che tra il 2004 e il 2008 i valori dei terreni lungo il Bellaire Boulevard a Chinatown erano aumentati di valore tra il 25 e il 50 %. Nel 2008 il gruppo stimò che 190.000 m2 di nuove costruzioni sarebbero state costruite nel seguente biennio. Il gruppo stimò che la costruzione avrebbe compreso condomini di fascia alta. Lisa Gray della Houston Chronicle affermò che lo sviluppo della superficie rimanente avrebbe potuto causare un aumento degli affitti e che, rispetto a molte altre Chinatown negli Stati Uniti, la Houston Chinatown era ancora relativamente economica.
Nel 2008 l'American American Business Council lanciò un concorso per la progettazione di un "monumento storico" da collocare sul Bellaire Boulevard, tra Beltway 8 e Gessner Road, al fine di aumentare la visibilità tra gli americani asiatici e quelli non asiatici e di abbellire la zona.

## Paesaggio urbano

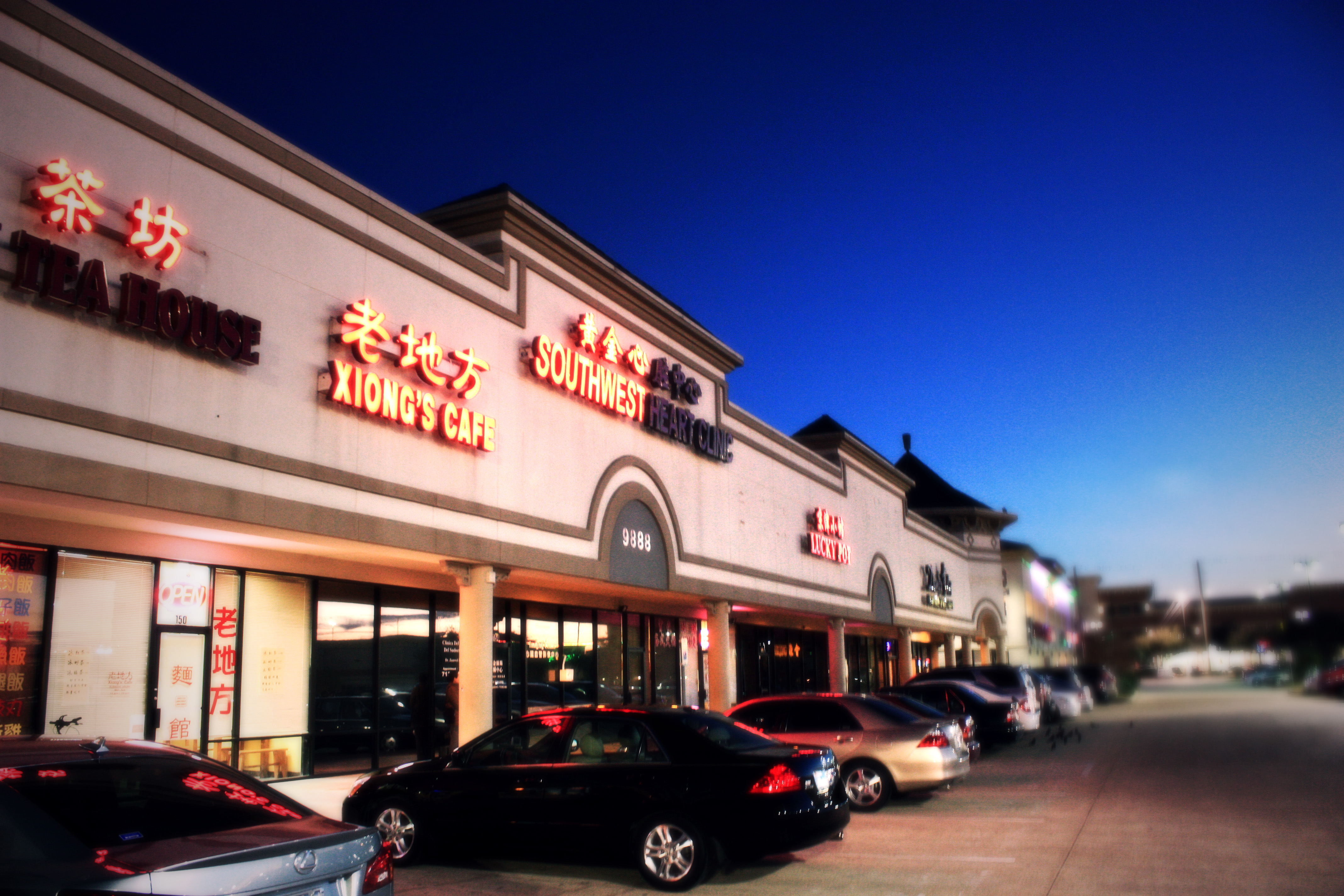
Un centro commerciale a Chinatown, nel sud-ovest di Houston, dove si trovano ristoranti che servono autentica cucina cinese.

La Bellaire Chinatown si trova a circa 19 km. a sud-ovest del centro di Houston. Occupa oltre 16 km2  di superficie, cosa che la rende tra le più grandi Chinatown negli Stati Uniti meridionali. La Chinatown, situata su un terreno prevalentemente privo di alberi, è, secondo il GHCVB, delimitata approssimativamente da Fondren, Beechnut, State Highway 6 e Westpark, a ovest di Bellaire.
Gran parte dei terreni di Chinatown è di proprietà di soggetti privati, quindi ci sono relativamente poche aree pubbliche. La nuova Chinatown si trova in una zona residenziale di villette unifamiliari e appartamenti, e differisce dalla East Downtown Chinatown, che si trovava in una zona relativamente densamente popolata. Molte delle aree residenziali circostanti e gli uffici sono stati costruiti negli anni 1990 e 2000.
Le attività all'interno della nuova Chinatown comprendono un centro commerciale, supermercati, ristoranti e panetterie. I segnali stradali hanno caratteri cinesi. Knapp e Vojnovic hanno identificato il centro commerciale Hong Kong come "centro simbolico", e "centro visivo", poiché ospita il paifang (arco cinese).

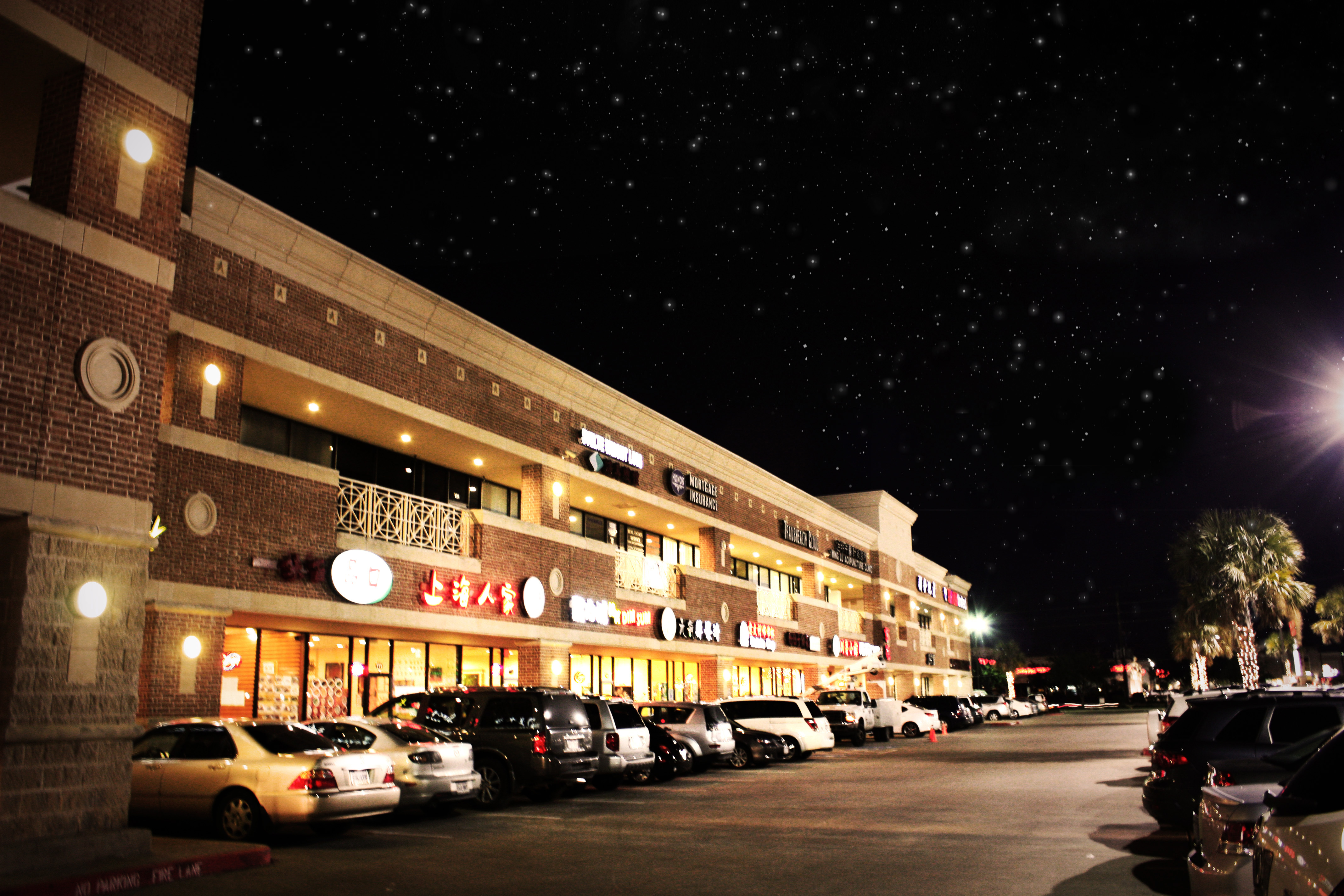
Un centro commerciale a Chinatown

La Bellaire Chinatown ha molti centri commerciali in cui gli spazi sono di proprietà anziché presi in affitto. Molte persone dell'Asia orientale preferiscono possedere i locali dei negozi invece che prenderli in affitto. Negli Stati Uniti i "condomini" sono rare aree esterne popolate da americani dell'Asia orientale. La comunità ha ristoranti che servono molte tiptologie di cucine, tra cui cinese, di Hong Kong e Taiwanese, filippina, indonesiana, giapponese, coreana, laotiana, malese, tailandese e vietnamita. Inoltre ha ristoranti gestiti da  vietnamiti che servono aragoste in stile Louisiana. La comunità ha anche molti ristoranti di cucina fusion. Shilcutt ha affermato che "la densità di ristoranti in quest'area è approssimativamente equivalente alla densità di popolazione della Città del Vaticano".

Lisa Gray della Houston Chronicle ha affermato che questa Chinatown ricorda le nuove Chinatown che si aprivano nelle aree metropolitane orientate agli automobilisti negli Stati Uniti come i sobborghi nella Grande Los Angeles e nella Silicon Valley, al contrario delle Chinatown più vecchie, uniformemente orientate ai pedoni a New York e San Francisco. La Gray ha affermato che nelle Chinatown più vecchie le attività commerciali degli immigrati si raggruppavano per gruppo etnici, mentre nelle nuove orientate agli automobilisti le strutture di vendita al dettaglio, di diversi gruppi etnici, sono ubicate l'una accanto all'altra.

## Demografia
A partire dal 2012, secondo il Greater Sharpstown Management District, la parte di Chinatown all'interno dei confini del distretto di Greater Sharpstown contava 29.993 abitanti. La clientela di questa Chinatown tende a essere di classe media.

## Governo e istruzione

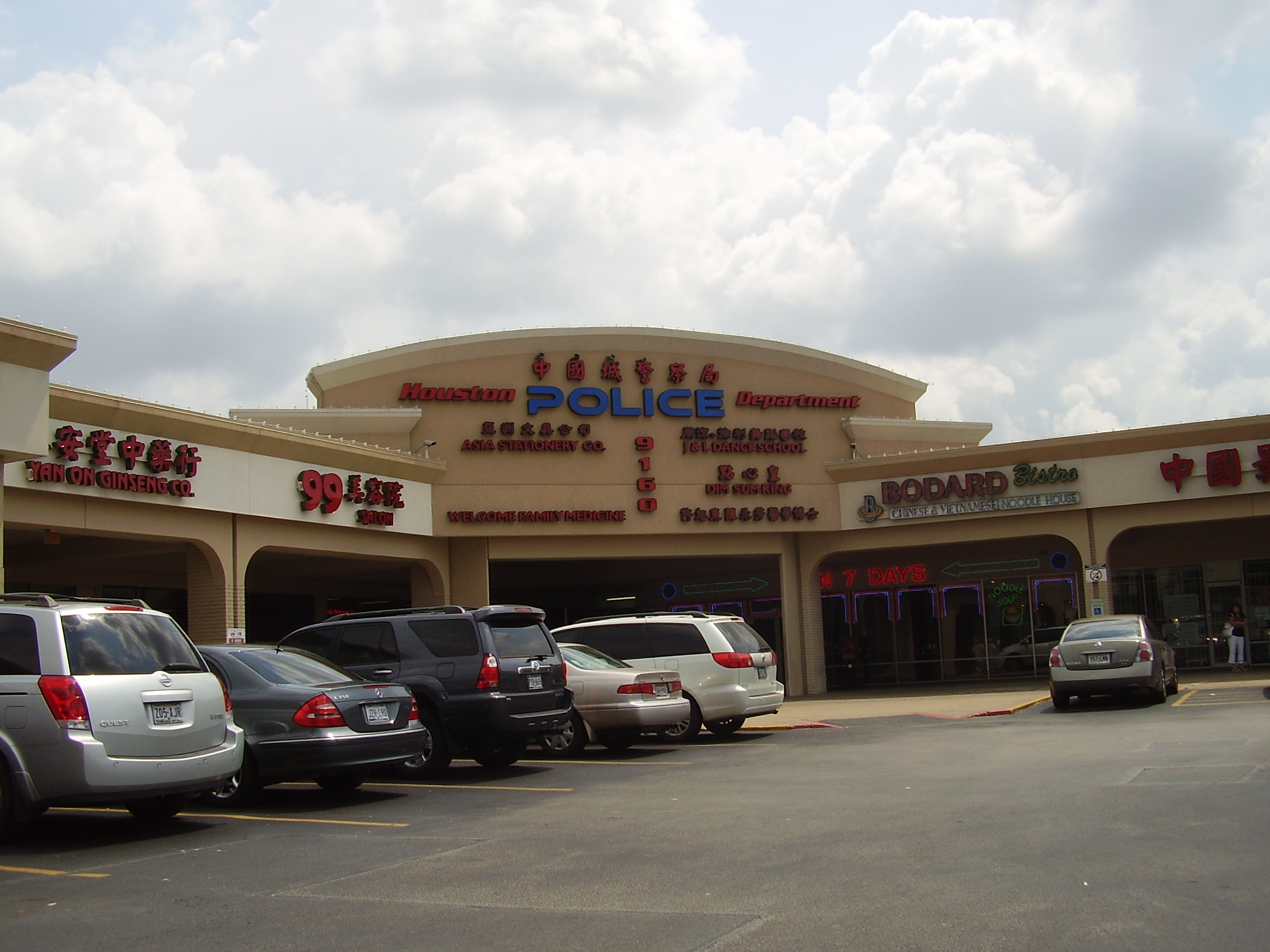
Negozio di Ranchester.

Due distretti del Consiglio comunale di Houston, F e J, servono la nuova Chinatown. Il distretto J è stato creato per consentire agli ispanici di eleggere più facilmente i loro rappresentanti.
È presente nel quartiere lo Strake Jesuit College Preparatory, scuola preparatoria per ragazzi dai 9 ai 12 anni, gestita dai Gesuiti.

## Economia

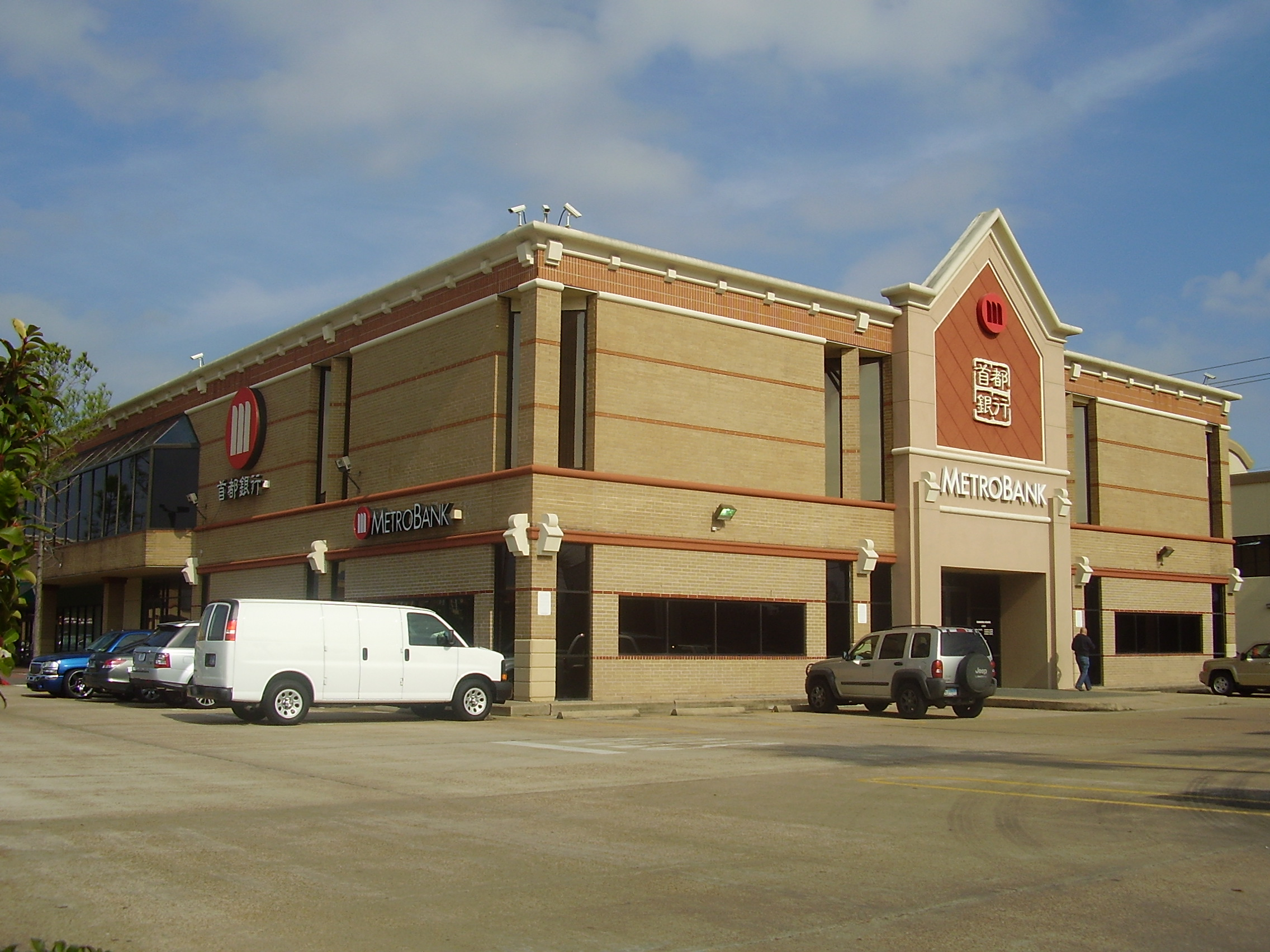
Sede MetroCorp e filiale MetroBank (ora East West Bank)

"Quasi una dozzina" di banche, comprese le banche cinesi d'oltremare e le banche tradizionali, si trovano lungo 1,6 km. del tratto del Bellaire Boulevard, in prossimità della Beltway 8. La clientela di queste banche comprende residenti nell'area e imprenditori americani asiatici. Robert Lee, vicepresidente esecutivo di MetroBank, ha dichiarato: "Lo chiamano Wall Street di Chinatown".
Nei tre decenni precedenti al 2007, Wells Fargo aveva una delle poche filiali bancarie nell'area. Gli imprenditori iniziarono ad aprire negozi di alimentari etnici e mercati ittici americani asiatici. Negli anni 1980 Wells Fargo aggiunse insegne in cinese e assunse personale che parlava cantonese, coreano e altre nove lingue. Durante lo stesso decennio gli imprenditori locali aprirono la MetroBank e la Texas First National Bank durante una crisi bancaria che aveva colpito negativamente le banche tradizionali. George Lee, presidente di MetroCorp Bancshares, dichiarò: "Tutte le banche erano in difficoltà e quelle che non lo erano non comprendevano le esigenze della comunità asiatica". Filiali della American First National Bank e Southwestern National Bank vennero aperte negli anni 1990. A partire dal 2007 molte aziende asiatiche operano nella zona, e così le banche americane asiatiche aprirono per soddisfarle. A partire da quell'anno Washington Mutual (ora JPMorgan Chase) fu l'ultima banca ad aprire una filiale in quella zona di Chinatown. La Texas First National è ora nota come Golden Bank.

## Trasporti

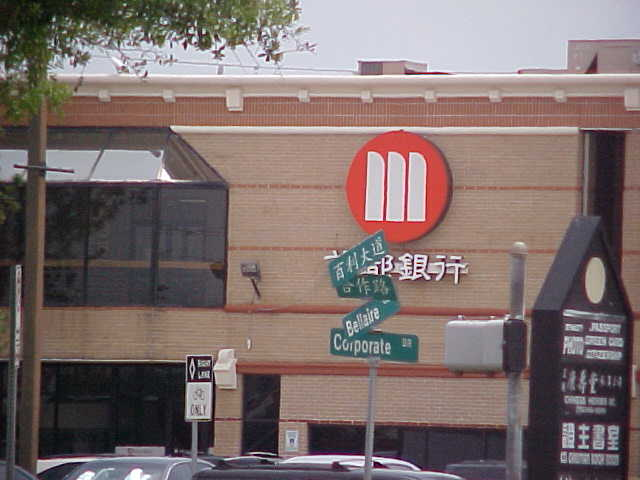
Molti segnali stradali sono in inglese e in cinese - L'intersezione nella foto è quella tra Bellaire Boulevard e Corporate Drive

La La Metropolitan Transit Authority della Contea di Harris (METRO) fornisce servizi di autobus locali per la zona.